# Nyctemera herklotsi
Nyctemera herklotsi là một loài bướm đêm thuộc phân họ Arctiinae, họ Erebidae.